# Lucinda Williams
Lucinda Williams (* 26. ledna 1953 Lake Charles) je americká zpěvačka a kytaristka. Jejím otcem byl básník Miller Williams a matkou amatérská klavíristka Lucille Fern Day. Své debutové album s názvem Ramblin', které je kolekcí coververzí, vydala v roce 1978. Své první autorské album Happy Woman Blues vydala roku 1980. Následovala řada dalších alb. Rovněž přispěla na velké množství tributních alb, věnovaných například Michaelu Chapmanovi, Johnnymu Cashovi či Lorettě Lynnové. Je držitelkou řady ocenění, včetně Ceny Grammy. Časopis Rolling Stone ji v roce 2017 zařadil na 91. příčku sta nejlepších countryových umělců všech dob.